# Kattenvenne
Kattenvenne è una frazione del comune di Lienen, circondario di Steinfurt nel Land tedesco del Renania Settentrionale-Vestfalia.

## Geografia fisica
Kattenvenne si trova a metà strada tra Münster (15 km) e Osnabrück (18 km). Il territorio, completamente pianeggiante, è punteggiato da piccoli stagni resti delle antiche paludi di torba. 5 km a Nord di Kattenvenne si estende la catena collinare nota sotto il nome di selva di Teutoburgo.

## Storia
L'esistenza di Kattenvenne viene menzionata in due documenti medioevali dell'abbazia di Corvey dell'836 e del 1312. Documenti del XVIII secolo certificano l'esistenza di 23 fattorie nel territorio di Kattenvenne. Tuttavia lo sviluppo del paese comincia nel 1870 in concomitanza con la costruzione della linea ferroviaria tra Münster e Osnabrück. Il primo edificio della stazione viene completato nel 1873. La chiesa del paese viene eretta tra il 1887 e il 1888 su iniziativa del Pastore Kriege. Il primo servizio divino viene tenuto in occasione del Natale 1887 dal Pastore Philips nell'edificio ancora in fase di costruzione. 
Negli anni seguenti Kattenvenne conosce uno sviluppo economico praticamente ininterrotto. La popolazione è, negli ultimi 130 anni, triplicata nonostante l'emigrazione verso gli Stati Uniti di 400 persone e la morte di circa 230 persone in conseguenza delle due guerre mondiali. Kattenvenne conta circa 2 000 abitanti.